# Parviz Fannizadeh
Parviz Fannizadeh (Teherán, 27 de enero de 1938 - Ibídem, 24 de febrero de 1980) fue un actor de cine, teatro y televisión iraní. Fue uno de los primeros actores de método en su país. Fanizadeh logró el reconocimiento nacional por sus interpretaciones de Mash Ghaasem en Mi tío Napoleón y de Hekmati en Downpour. Durante su carrera trabajó con notables y destacados directores iraníes como Ebrahim Golestan, Nasser Taghvai, Dariush Mehrjui y Bahram Beizai, entre otros.

## Biografía

### Primeros años y carrera
Fannizadeh nació y fue criado en Teherán, capital iraní. Desde muy pequeño tenía una pasión por la actuación y comenzó su carrera a una edad temprana. Se graduó de la Academia Iraní de Artes Dramáticas en 1961. En 1966 desempeñó su primer papel en la película Khesht va Ayeneh del reconocido director Ebrahim Golestan. Ganó el premio al mejor actor la quinta edición del Festival Nacional de Cine de Irán Sepas' en 1973 por interpretar al señor Hekmati en la película de Bahram Beizai Downpour (1972). Actuó en varias obras de teatro, incluyendo algunas dirigidas por Hamid Samandarian.

### Familia

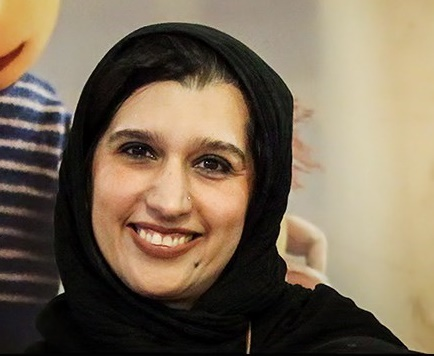
Donya Fannizadeh, hija mayor del actor.

El actor tuvo dos hijas, Donya y Hasti. Donya Fannizadeh, destacada titiritera, murió de cáncer el 28 de diciembre de 2016 a los 49 años en el Hospital Day de Teherán.

### Fallecimiento
En 1979 fue encontrado muerto a los 42 años en su hogar de Teherán.

## Filmografía

### Cine y televisión
- Sorkhpustha (1979)
- Ghadeghan (1978)
- Daii jan Napelon (1976) como Mash Ghasem, dirigida por Nasser Taghvai
- Gavaznha (The Deer) (1976), dirigida por Masoud Kimiai
- Sham-e akhar (The Last Supper) (1976), dirigida por Shahyar Ghanbari
- Boof-e koor (The Blind Owl) (1975), dirigida por Kiumars Derambakhsh
- Soltan-e Sahebgharan (1974) (Serie de televisión) como Malijak, dirigida por Ali Hatami
- Tangsir (1974), dirigida por Amir Naderi
- Gharibe (1972), dirigida por Shapoor Gharib
- Ragbar (1971) como el señor Hekmati, dirigida por Bahram Beizai[3]
- Gāv (1969), dirigida por Dariush Mehrjui[7]
- Khesht va Ayeneh (1966), dirigida por Ebrahim Golestan

### Teatro
- Morts sans sépulture, Jean-Paul Sartre, dirigida por Hamid Samandarian, 1964 y 1979
- The Glass Menagerie, Tennessee Williams, dirigida por Hamid Samandarian, 1964
- The Doctor in Spite of Himself, Molière, dirigida por Hamid Samandarian, 1965
- Sei personaggi in cerca d'autore, Luigi Pirandello, dirigida por Pari Saberi, coprotagonizada con Forough Farrokhzad